# Kev Brown
Kev Brown é um produtor musical e artista norte-americano. Ele é o membro fundador do extinto coletivo Low Budget Crew.

## Biografia
Kev Brown fez sua estreia nas gravações como artista convidado em Re-Entry (2001), parte da série BBE Beat Generation de Marley Marl. Sua colaboração com Grap Luva no projeto chamou a atenção da cena underground do hip-hop. Ainda naquele ano, ele contribuiu com uma faixa para o álbum AOI: Bionix do grupo De La Soul. Em 2002, Brown consolidou ainda mais sua reputação ao participar do álbum The Magnificent, de DJ Jazzy Jeff. Como integrante do coletivo de produção A Touch of Jazz, liderado por Jazzy Jeff, ele foi creditado por produzir sete faixas do projeto. No entanto, um reconhecimento mais amplo veio em janeiro de 2004, com o lançamento de The Brown Album, um remix de The Black Album, de Jay-Z. Brown foi um dos primeiros produtores a remixar esse projeto, que desde então inspirou mais de 100 versões não oficiais. Embora seu trabalho tenha sido parcialmente ofuscado pela atenção recebida por The Grey Album, de DJ Danger Mouse — notável por usar faixas do White Album dos Beatles como base para os vocais de Jay-Z —, o remix de Brown ajudou a consolidar uma base fiel de fãs. Após uma série de produções e colaborações ao longo de 2003 e 2004, Brown lançou seu primeiro álbum solo, I Do What I Do, em 2005, por meio do selo independente Up Above Records. O single “Life’s a Gamble” foi lançado ainda no final daquele ano. Segundo relatos mais recentes, Kev Brown está colaborando com Freddie Foxxx em um projeto de álbum completo.

## Características musicais
Kev Brown tem como principal característica e especialidade o uso de diversos samples em seus instrumentais (beats). Muitas vezes, ele altera o pitch do sample e corta pequenos trechos de outras músicas, suas produções novas acabam deixando muitas vezes as músicas originais utilizadas totalmente irreconhecíveis. Ele também adiciona aos samples picotados baterias eletrônicas com um swing de Boom Bap. Normalmente, ele utiliza como principais ferramentas uma MPC 2500 da Akai, uma SP 404 para adicionar textura ao sample na captação, e um toca-discos de vinil para efetuar a captação dos samples.

## Produções

### Álbuns Solo
| Informações do Álbum                                                                   |
| -------------------------------------------------------------------------------------- |
| I Do What I Do - Lançado em: 2005 - Selo: Up Above Records                             |
| Random Joints - Lançado em: 2012 - Selo: Low Budget Records                            |
| Songs Without Words Volume 1 - Lançado em: 2013 - Selo: Low Budget Records             |
| Songs Without Words Volume 2 - Lançado em: 2013 - Selo: Low Budget Records             |
| Jay-Z - The Brown Album - Lançado em: 2014 - Selo: Self-released                       |
| Homework - Lançado em: 2018 - Selo: Redefinition Records                               |
| Untitled - Lançado em: 2019 - Selo: Strictly Cassette                                  |
| Kev Brown & J Scienide – Drum Machine - Lançado em: 2019 - Selo: de Rap Winkel Records |
| Kev Brown & SonnyJim – A Joint Venture - Lançado em: 2021 - Selo: Daupe!               |